# Lôi Bạc
Lôi Bạc (tiếng Trung: 雷薄; bính âm: Lei Bo; ? - ?) là tướng lĩnh dưới trướng quân phiệt Viên Thuật thời kỳ Tam Quốc trong lịch sử Trung Quốc. Lôi Bạc và Lôi Tự có thể là một người hoặc là hai người khác nhau.

## Cuộc đời
Lôi Bạc vốn là tướng của Viên Thuật. Năm 197, Viên Thuật xưng đế, nhưng sau đó lại nhiều lần gặp thất bại, chỉ lo ăn chơi xa xỉ. Lôi Bạc cùng một tướng lĩnh khác là Trần Lan bỏ Thuật, đóng quân ở Tiềm Sơn.
Năm 199, Tào Tháo diệt Lã Bố, khống chế Từ Châu, Lưu Huân ở Lư Giang phản bội. Viên Thuật lo sợ, cho đốt cung điện ở Thọ Xuân, chạy tới Tiềm Sơn theo thủ hạ cũ là Lôi Bạc, Trần Giản, nhưng đều bị cự tuyệt. Thuật sau đó định chạy theo Viên Thiệu, nhưng bị Lưu Bị đánh tan, chết trên đường chạy về Thọ Xuân.
Năm 200, các tướng cũ của Viên Thuật là Trần Lan, Lôi Tự cùng Mai Càn dựa vào nơi hiểm yếu chống lại Tào Tháo. Tào Tháo phải phái Lưu Phức làm thứ sử Dương Châu để phòng ngự. Không rõ thời điểm này Lôi Bạc còn sống hay không.

## Trong văn hóa
Trong tiểu thuyết Tam quốc diễn nghĩa, Lôi Bạc xuất hiện ở hồi 15, là thượng tướng của Viên Thiệu, được triệu vào bàn bạc cùng các quan tướng khi Tôn Sách ly khai. Trưởng sử Dương Đại Tướng đề nghị tạm thời tha cho Tôn Sách, tập trung đánh Tiểu Bái của Lưu Bị. Thuật nghe theo, sai Hàn Dận đem lương thực để lấy lòng Lã Bố, lấy Kỷ Linh làm tướng, Lôi Bạc, Trần Lan làm phó tướng, dẫn mấy vạn quân sang đánh Tiểu Bái. Lã Bố trở mặt, đem quân cứu Lưu Bị, buộc Kỷ Linh rút quân.
Viên Thuật trước đó đã sở hữu ngọc tỷ truyền quốc, binh đông lương nhiều, liền xưng đế, bất chấp sự can ngăn của Diêm Tượng. Thuật muốn kết minh với Lã Bố, nhưng hay tin Bố bắt Hàn Dận dâng cho Tào Tháo, Thuật cảm thấy bản thân mất mặt, liền sai Trương Huân thống lãnh bảy đạo quân gồm Trương Huân, Kiều Nhuy, Trần Kỷ, Lôi Bạc, Trần Lan, Hàn Tiêm, Dương Phụng đánh Từ Châu. Lôi Bạc là phó tướng theo đạo quân thứ tư cánh trái trực chỉ lấy Lương Gia. Lã Bố sai Trương Liêu và Tang Bá dẫn một đạo đến Lương Gia để địch với Lôi Bạc. Sau đó Lã Bố chiêu hàng Dương Phụng, Hàn Tiêm khiến quân Viên Thuật rối loạn, Trương Huân đại bại.
Sau nhiều lần thất bại Viên Thuật đâm ra buồn chán, ăn chơi vô độ, ham hưởng lạc, xa xỉ quá độ, cho nên Lôi Bạc cùng với Trần Lan rời bỏ Viên Thuật về núi Tung Sơn làm thảo khấu. Khi quân Tào xuất binh đánh Viên Thuật, Thuật thất thế bị đánh bại Lôi Bạc, Trần Lan ở Tung Sơn nhân cơ hội này ra cướp mất tiền nong lương thảo. Viên Thuật muốn dẫn quân về Thọ Xuân, lại bị quân của Trần Lan, Lôi Bạc đến đánh tập hậu, phải đóng lại ở Giang Đình, thổ huyết mà chết.